# Hardesty
Hardesty é uma cidade  localizada no estado norte-americano de Oklahoma, no Condado de Texas.

## Demografia
Segundo o censo norte-americano de 2000, a sua população era de 277 habitantes.
Em 2006, foi estimada uma população de 279, um aumento de 2 (0.7%).

## Geografia
De acordo com o United States Census Bureau tem uma área de
0,6 km², dos quais 0,6 km² cobertos por terra e 0,0 km² cobertos por água. Hardesty localiza-se a aproximadamente 886 m acima do nível do mar.

## Localidades na vizinhança
O diagrama seguinte representa as localidades num raio de 40 km ao redor de Hardesty.